# Луцій Цейоній Коммод (консул 106 року)
Луцій Цейоній Коммод (лат. Lucius Ceionius Commodus; ? — після 106) — державний діяч часів Римської імперії, ординарний консул 106 року.

## Життєпис
Походив з роду Цейоніїв Коммодів. Син Луція Цейонія Коммода, консула 78 року. Про його молоді роки замало відомостей. Доволі у ранньому віці став сенатором. Між 98 та 101 роками одружився з представницею впливового роду Плавціїв Сільванів.
У 106 році став консулом разом з Секстом Веттуленом Цивікою Церіалом. Про його каденцію нічого невідомо. Напевне не дожив до часу всиновлення старшого сина імператором Адріаном. Дата смерті невизначена.

## Родина
Дружина — Плавція Сільвана, донька Луція Елія Ламії Плавція Еліана, консула-суффекта 80 року.
- Луцій Цейоній Коммод, консул 136 року.
- Марк Цейоній Сільван, дід Марка Цейонія Сільвана консула 156 року.